# Kusti Kulo

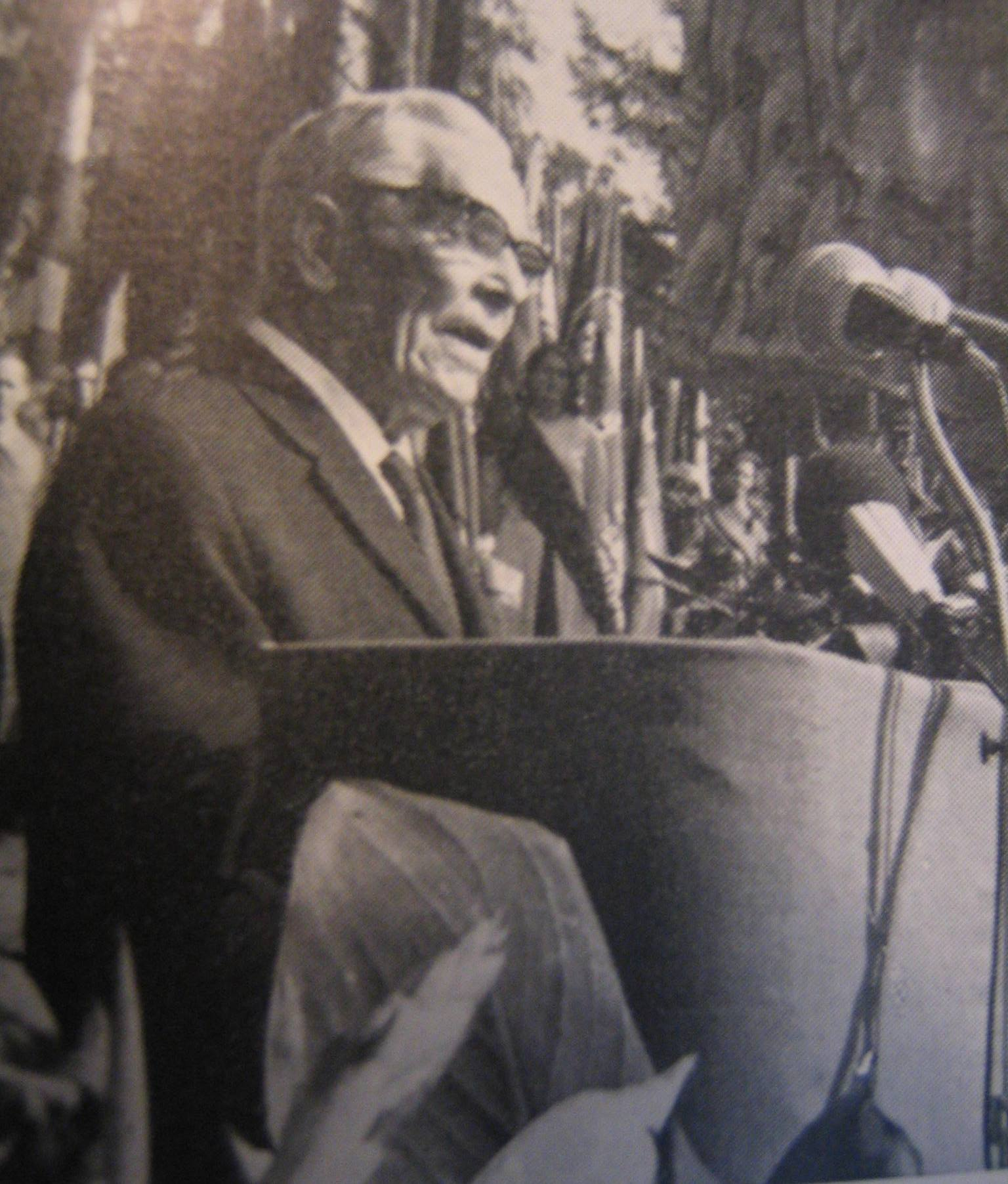
Kusti Kulo

Kusti Kulo, eigentlich Gustaf Ludvik Kulo (* 1887; † 1973) war ein finnischer Politiker.
Kulo war vor dem Bürgerkrieg Direktor des Bahnhofs in Tampere. Im Bürgerkrieg 1918 kämpfte er als Sozialist auf der Seite der Rotgardisten. Gegen Ende des Krieges geriet er in Gefangenschaft. In den 1920er Jahren wurde er wegen seiner politischen Haltung erneut verhaftet. Er engagierte sich in den 1920er und 1930er Jahren in der Linken Gruppe Finnischer Arbeiter. 1948 wurde er Vorsitzender der 1944 gegründeten linken Wahlorganisation Demokratische Union des Finnischen Volkes. Er behielt den Posten bis 1966 inne.
| Vorgänger      | Amt                                                                       | Nachfolger  |
| -------------- | ------------------------------------------------------------------------- | ----------- |
| Jaakko W. Keto | Vorsitzender der Demokratischen Union des Finnischen Volkes 1948 bis 1966 | Ele Alenius |

| Personendaten    | Personendaten                     |
| ---------------- | --------------------------------- |
| NAME             | Kulo, Kusti                       |
| ALTERNATIVNAMEN  | Kulo, Gustaf Ludvik (Geburtsname) |
| KURZBESCHREIBUNG | finnischer Politiker              |
| GEBURTSDATUM     | 1887                              |
| STERBEDATUM      | 1973                              |